# Korata
Korata é um dos kebeles da região de Amhara, na Etiópia. É a localização da antiga cidade de Korata.
Durante o século 19, Korata foi um dos lugares mais sagrados da Etiópia e um importante assentamento. Korata tornou-se num lugar sagrado depois de uma freira, Waldt-Máryam, ter milagrosamente salvado o assentamento de um ataque dos invasores Oromo. Consequentemente, Waldt-Máryam foi venerada como uma santa e Korata tornou-se numa cidade sagrada. Apenas o chefe da igreja etíope e o imperador tinham permissão para andar de mulas ou cavalos nas ruas da cidade.
Korata era conhecida pela sua beleza e casas de pedra bem construídas. A cidade tinha tantas árvores grandes que, à distância, poderia ser difícil dizer que se tratava de um povoado importante.